# Arthur E. Foote
Arthur Ellsworth Foote, né le 4 janvier 1874 à New Hawes dans le Connecticut et mort le 27 août 1946 à Bergen dans le New Jersey, est un joueur de tennis américain évoluant à la fin du XIXe siècle.

## Carrière
Foote atteint les quarts de finale de l'US Open en 1895.

## Palmarès (partiel)

### Finale en simple messieurs
| No | Date | Nom et lieu du tournoi      | Catégorie | Surface | Vainqueur      | Score         |  |
| -- | ---- | --------------------------- | --------- | ------- | -------------- | ------------- |  |
| 1  | 1895 | Tournoi de tennis du Canada |           | NC      | William Larned | 6-1, 6-4, 6-2 |  |